# Hospital San Juan de Dios (Mompós)
El Hospital de San Juan de Dios fue un hospital situado en el centro histórico de Santa Cruz de Mompós, Colombia. 

## Historia
Fundado en 1540 en la época española del Nuevo Reino de Granada en la calle Real del Medio con el nombre de hospital de San Juan Bautista por mandato del rey Carlos I, como hospicio para servicios caridad, sanidad e higiene, por la orden de San Juan Bautista. En 1668 se encarga su explotación a la orden de San Juan de Dios, de donde procede su denominación actual. El hospicio se encontraba junto a la iglesia de San Juan de Dios y su claustro.
A partir de finales del siglo XIX es atendido por las Hermanas Franciscanas, que le daban el uso de hospital, ampliando las instalaciones con la compra de la Casa de la Providencia, a la que se añadieron otras edificaciones con el paso de los años.
Desde 1995 forma parte del Patrimonio de la Humanidad de la Unesco Centro Histórico de Santa Cruz de Mompós.
Ante la protección del edificio y sus anejos así como la demanda de servicios sanitarios de la población, el hospital fue trasladado a un complejo de nueva construcción, inaugurado en 2020.